# Lautaro Giannetti
Lautaro Giannetti (San Nicolás, 13 novembre 1993) è un calciatore argentino, difensore dell'Antalyaspor.

## Caratteristiche tecniche
Gioca come difensore centrale.

## Carriera

### Club
Dopo aver militato nel Vélez Sarsfield, il 5 gennaio 2024 Giannetti viene ingaggiato da svincolato dall'Udinese, in Serie A. L'esordio con i friulani avviene il 3 febbraio, giocando titolare la partita casalinga contro il Monza, conclusa sullo 0-0. Segna il suo primo gol in massima serie nove giorni dopo, permettendo ai friulani di battere, a Torino, la Juventus per 0-1. Nella sua seconda stagione va subito a segno all'esordio in campionato il 18 agosto 2024, nel pareggio per 1-1 in casa del Bologna.
Il 13 agosto 2025 passa a titolo definitivo all'Antalyaspor, in Süper Lig. Quattro giorni dopo esordisce con la sua nuova squadra nel finale della partita vinta per 1-0 in casa del Gençlerbirliği. 

### Nazionale
Con la nazionale Under-20 argentina ha partecipato al campionato sudamericano Under-20 2013.
Viene convocato per le Olimpiadi 2016 in Brasile.

## Statistiche

### Presenze e reti nei club
Statistiche aggiornate al 13 agosto 2025.
| Stagione               | Squadra                | Campionato             | Campionato | Campionato | Coppe nazionali | Coppe nazionali | Coppe nazionali | Coppe continentali | Coppe continentali | Coppe continentali | Altre coppe | Altre coppe | Altre coppe | Totale | Totale |
| Stagione               | Squadra                | Comp                   | Pres       | Reti       | Comp            | Pres            | Reti            | Comp               | Pres               | Reti               | Comp        | Pres        | Reti        | Pres   | Reti   |
| ---------------------- | ---------------------- | ---------------------- | ---------- | ---------- | --------------- | --------------- | --------------- | ------------------ | ------------------ | ------------------ | ----------- | ----------- | ----------- | ------ | ------ |
| 2011-2012              | Vélez Sarsfield        | PD                     | 2          | 0          | CA              | 1               | 0               | CL                 | 0                  | 0                  | -           | -           | -           | 3      | 0      |
| 2012-2013              | Vélez Sarsfield        | PD                     | 2          | 0          | CA              | 0               | 0               | CL+CS              | -                  | -                  | -           | -           | -           | 2      | 0      |
| 2013-2014              | Vélez Sarsfield        | PD                     | 2          | 0          | CA              | 0               | 0               | CL                 | 1                  | 0                  | -           | -           | -           | 3      | 0      |
| 2014                   | Vélez Sarsfield        | PD                     | 0          | 0          | CA              | 0               | 0               | CL                 | -                  | -                  | -           | -           | -           | 0      | 0      |
| 2015                   | Vélez Sarsfield        | PD                     | 15         | 0          | CA              | 3               | 0               | -                  | -                  | -                  | -           | -           | -           | 18     | 0      |
| 2016                   | Vélez Sarsfield        | PD                     | 14         | 1          | CA              | 2               | 0               | -                  | -                  | -                  | -           | -           | -           | 16     | 1      |
| 2016-2017              | Vélez Sarsfield        | PD                     | 17         | 0          | CA              | 1               | 0               | -                  | -                  | -                  | -           | -           | -           | 18     | 0      |
| 2017-2018              | Vélez Sarsfield        | PD                     | 5          | 0          | CA              | 0               | 0               | -                  | -                  | -                  | -           | -           | -           | 5      | 0      |
| 2018-2019              | Vélez Sarsfield        | PD                     | 11         | 0          | CA+CdS          | 0+3             | 0               | -                  | -                  | -                  | -           | -           | -           | 14     | 0      |
| 2019-2020              | Vélez Sarsfield        | PD                     | 21         | 0          | CA+CdS+CDAM     | 2+1+10          | 0               | CS                 | 10                 | 0                  | -           | -           | -           | 44     | 0      |
| 2021                   | Vélez Sarsfield        | PD                     | 22         | 1          | CdL             | 9               | 0               | CL                 | 6                  | 0                  | -           | -           | -           | 37     | 1      |
| 2022                   | Vélez Sarsfield        | PD                     | 0          | 0          | CA+CdL          | 1+8             | 0               | CL                 | 1                  | 0                  | -           | -           | -           | 10     | 0      |
| 2023                   | Vélez Sarsfield        | PD                     | 19         | 1          | CA+CdL          | 2+13            | 0               | -                  | -                  | -                  | -           | -           | -           | 34     | 1      |
| Totale Vélez Sarsfield | Totale Vélez Sarsfield | Totale Vélez Sarsfield | 130        | 3          |                 | 56              | 0               |                    | 18                 | 0                  |             | -           | -           | 204    | 3      |
| gen.-giu. 2024         | Udinese                | A                      | 7          | 1          | CI              | -               | -               | -                  | -                  | -                  | -           | -           | -           | 7      | 1      |
| 2024-2025              | Udinese                | A                      | 15         | 1          | CI              | 1               | 0               | -                  | -                  | -                  | -           | -           | -           | 16     | 1      |
| Totale Udinese         | Totale Udinese         | Totale Udinese         | 22         | 2          |                 | 1               | 0               |                    | -                  | -                  |             | -           | -           | 13     | 2      |
| 2025-2026              | Antalyaspor            | SL                     | -          | -          | TK              | -               | -               | -                  | -                  | -                  | -           | -           | -           | -      | -      |
| Totale carriera        | Totale carriera        | Totale carriera        | 144        | 5          |                 | 57              | -7              |                    | 18                 | 0                  |             | -           | -           | 219    | 5      |

## Palmarès

### Club
- Campionato argentino: 1

Vélez Sarsfield: 2012-2013
- Supercopa Argentina: 1

Vélez Sarsfield: 2013